# Pseudoscymnus
Pseudoscymnus  (лат.) — род божьих коровок из подсемейства Scymninae.

## Описание
Лапки трёх-сегментные, третий сегмент незаметен. Усики девяти-сегментные, короткие, с очень крупными первым и вторым сегментами (они составляют почти половину длину усиков), с длинными щетинками.

## Систематика
В составе рода:
- Pseudoscymnus dwipakalpa Ghorpade, 1977
- Pseudoscymnus funerarius Canepari, 1997
- Pseudoscymnus luteus (Sicard, 1929)
- Pseudoscymnus murreensis Ahmad, 1968
- Pseudoscymnus nepalicus Miyatake, 1985
- Pseudoscymnus ocelliferus Canepari, 1997
- Pseudoscymnus pallidicollis (Mulsant, 1853)
- Pseudoscymnus simmondsi Chapin & Ahmad, 1966